# (35840) 1999 JH59
1999 JH59 (asteroide 35840) é um asteroide da cintura principal. Possui uma excentricidade de 0.13978680 e uma inclinação de 10.66390º.
Este asteroide foi descoberto no dia 10 de maio de 1999 por LINEAR em Socorro.